# Megabalanus
Genre
Megabalanus est un genre de crustacés cirripèdes de la famille des Balanidae. Les membres de ce genre peuvent atteindre une longueur de 7 cm.

## Morphologie
Megabalanus est un genre de cirripèdes comprenant un organisme logé dans une coquille de carbonate de calcium composée de cinq plaques. Il atteint jusqu'à 7 cm de hauteur,,.

## Écologie
Tout comme les autres cirripèdes, elles sont alimentées par des suspensions, capturant des particules de la colonne d'eau au-dessus. Megabalanus tintinnabulum a une répartition mondiale et est communément trouvé sur les rives battues par les vagues. Les organismes ont tendance à se développer en groupes d'environ une douzaine d'individus. D'autres espèces sont plus sélectives, comme Megabalanus californicus, pour des habitats de marées en Californie et la plus grande côte du Pacifique nord-américaine.
Tandis que de nombreux Cirripedia sont en compétition pour occuper l'espace par rapport à des organismes tels que les patelles et les moules en cultivant de nombreux organismes proches les uns des autres en colonies, Megabalanus répond en grandissant rapidement jusqu'à une très grande taille. Leur grande taille aide également à réduire la prédation - bien qu'elle les rende assez grandes pour être récoltées pour la consommation humaine.

## Utilité géologique

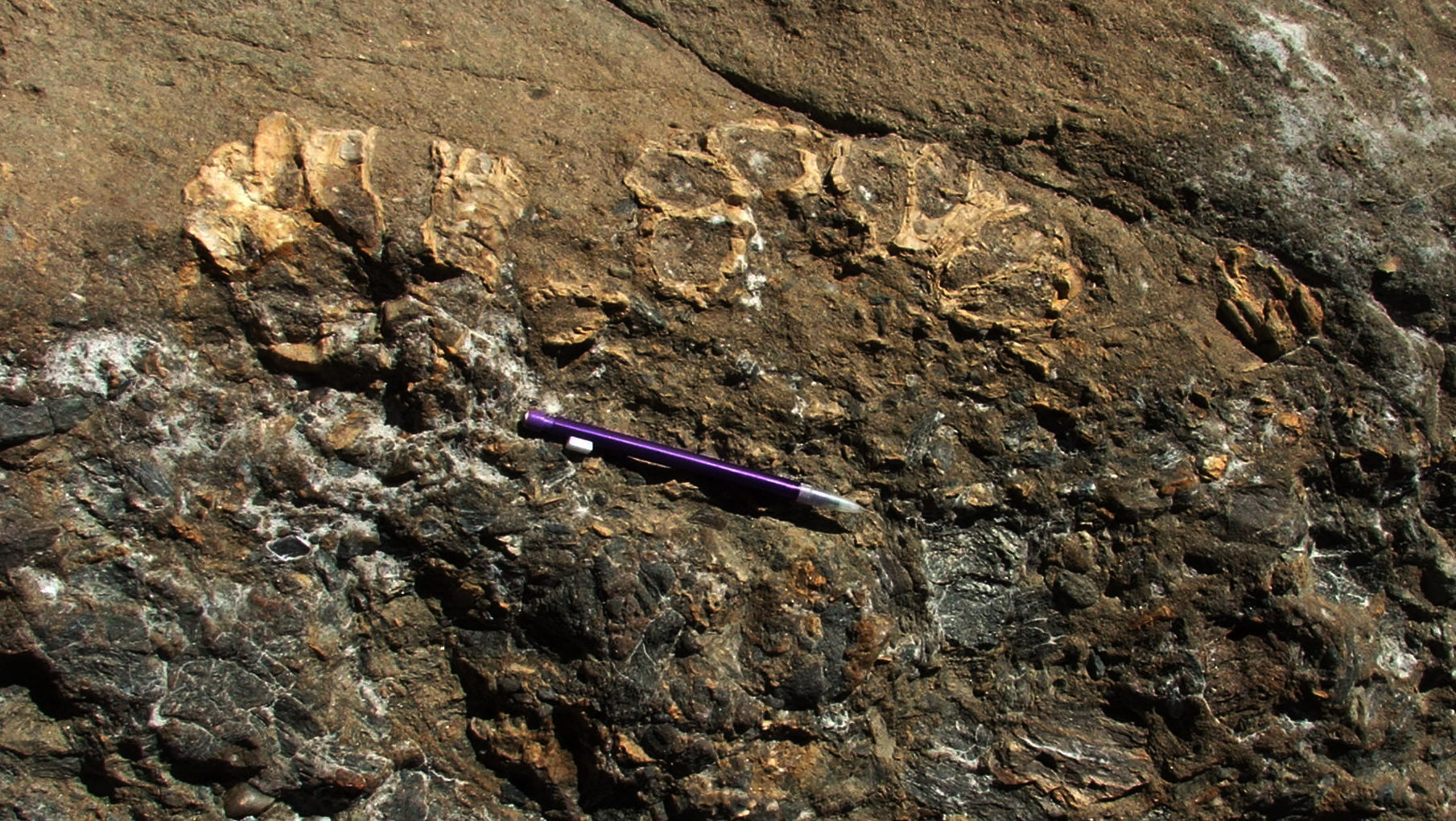
Megabalanus tintinnabulum qui poussait sur un éventail de débris, et étouffé par le dépôt de sables (couche supérieure orange), donc conservé in situ.

Des spécimens fossilisés de Megabalanus ont été trouvés remontant au Miocène. Les fossiles ressemblant beaucoup à Megabalanus tintinnabulum sont conservés en grand nombre dans le bassin de Tabernas en Espagne. Une étude de cas de cette zone a montré que l'état de conservation des organismes permet d'estimer la distance à laquelle ils ont été transportés post mortem. Étant donné que l'espèce vit aujourd'hui, cela permet d'estimer la distance au littoral et, par conséquent, la profondeur de l'eau. Ces observations sont corroborées par l'apparition de l'oligo-élément Zoophycum dans les eaux profondes prédites, ce qui suggère que les Cirripedia peuvent être un bon indicateur de la profondeur de l'eau.

## Liste d'espèces
Selon World Register of Marine Species (31 octobre 2021) :
- Megabalanus ajax (Darwin, 1854)
- Megabalanus antillensis (Pilsbry, 1916)
- Megabalanus azoricus (Pilsbry, 1916)
- Megabalanus californicus (Pilsbry, 1916)
- Megabalanus clippertonensis Zullo, 1969
- Megabalanus coccopoma (Darwin, 1854)
- Megabalanus costatus (Hoek, 1913)
- Megabalanus crispatus (Schröter) Darwin, 1854
- Megabalanus dolfusii (de Alessandri, 1907)
- Megabalanus dorbignii (chenu, 1843)
- Megabalanus galapaganus (Pilsbry, 1916)
- Megabalanus giganteum (Kolosváry, 1949)
- Megabalanus honti (Kolosváry, 1950)
- Megabalanus hungaricus (Kolosváry, 1941)
- Megabalanus javanicus (Whithers, 1923)
- Megabalanus leganyii (Kolosváry, 1950)
- Megabalanus linzei (Foster, 1978)
- Megabalanus multiseptatus (Ross, 1964)
- Megabalanus occator (Darwin, 1854)
- Megabalanus peninsularis (Pilsbry, 1916)
- Megabalanus plicatus (Hoek, 1913)
- Megabalanus rosa Pilsbry, 1916
- Megabalanus seguenzai (de Alessandri, 1895)
- Megabalanus spinosus (Gmelin, 1791)
- Megabalanus stultus (Darwin, 1854)
- Megabalanus tanagrae (Pilsbry, 1928)
- Megabalanus tintinnabulum (Linnaeus, 1758)
- Megabalanus transsylvanicus (Kolosváry, 1950)
- Megabalanus transversostriatus (Beurlen, 1958)
- Megabalanus tulipiformis (Ellis, 1758)
- Megabalanus validus Darwin, 1854
- Megabalanus venezuelensis (Weisbord, 1966)
- Megabalanus vesiculosus (Darwin, 1854)
- Megabalanus vinaceus (Darwin, 1854)
- Megabalanus volcano (Pilsbry, 1916)
- Megabalanus xishaensis (Ren & Liu, 1978)
- Megabalanus zebra Russell & al., 2003